# Karl Pflaume
Karl Ludwig Wilhelm Pflaume (* 1817 in Aschersleben; † 1879) war ein deutscher Schriftsteller.

## Leben
Pflaume entstammte einer traditionsreichen Familie aus Aschersleben und studierte an der Universität Jena. Er gehörte 1841 zu den Stiftern des Corps Guestphalia Jena und zeichnete sich als Senior aus. Er beteiligte sich an der Deutschen Revolution 1848/49. Von 1851 bis 1863 lebte er in Wisconsin. Während dieser Zeit gab er die Zeitschrift Der Buschbauer heraus. Sein 1870 erstmals veröffentlichtes Märchenbuch wurde mehrfach aufgelegt.

## Veröffentlichungen
- Lieder der Zeit : Manuscript. Aschersleben Edition Guth, o. J.
- Hermann der Cherusker – ein episches Gedicht. Aschersleben 1865.
- Märchenbuch. Aschersleben 1870.